# Маринга
23°25′30″ пд. ш. 51°56′20″ зх. д. / 23.425° пд. ш. 51.938888888889° зх. д.
Маринга (порт. Maringá) — місто і муніципалітет у Бразилії, входить до штату Парана. Складова частина мезорегіону Північно-центральна частина штату Парана. Входить до економіко-статистичного мікрорегіону Маринга. Населення становить 325 968 осіб на 2007 рік . Займає площу 487,930 км. Щільність населення — 668,1 чол. / Км².

## Історія
Місто засноване 10 травня 1947 року. Основною місцевою пам'яткою є Собор Славної Богоматері, спорудження якого було закінчено в 1972 р. — 16-й за висотою собор світу оригінальної конусоподібної архітектури.

## Статистика
- Валовий внутрішній продукт на 2005 становить 4.592.923 mil реалів (дані: Бразильський інститут географії та статистики).
- Валовий внутрішній продукт на душу населення на 2005 рік становить 14.400,00 реалів (дані: Бразильський інститут географії та статистики).
- Індекс розвитку людського потенціалу на 2000 рік становить 0,841 (дані: Програма розвитку ООН).

## Географія
Клімат території: субтропічний. Відповідно до класифікації Кеппена, клімат відноситься до категорії Cfa.

## Галерея

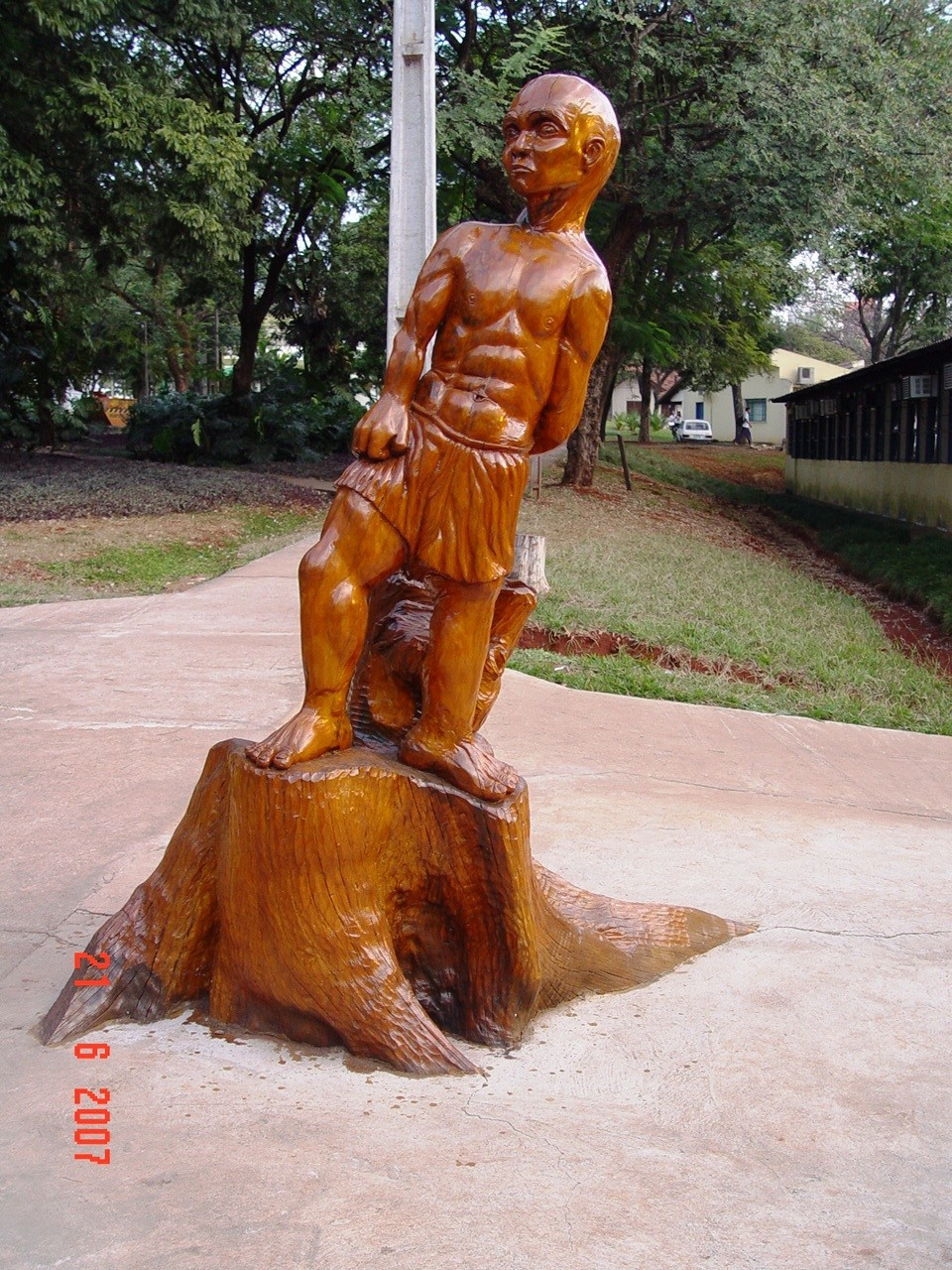
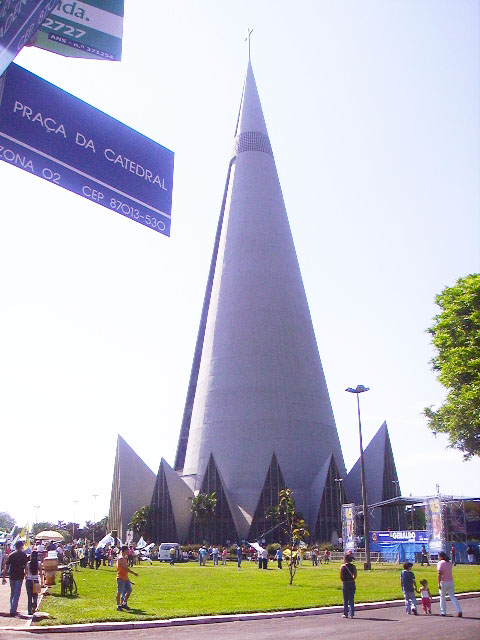
Собор Маринги
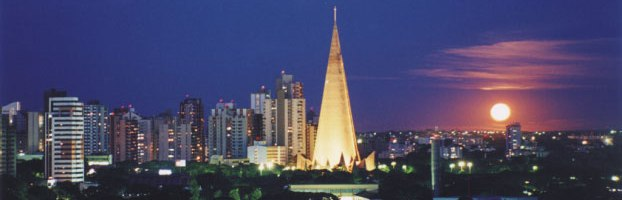
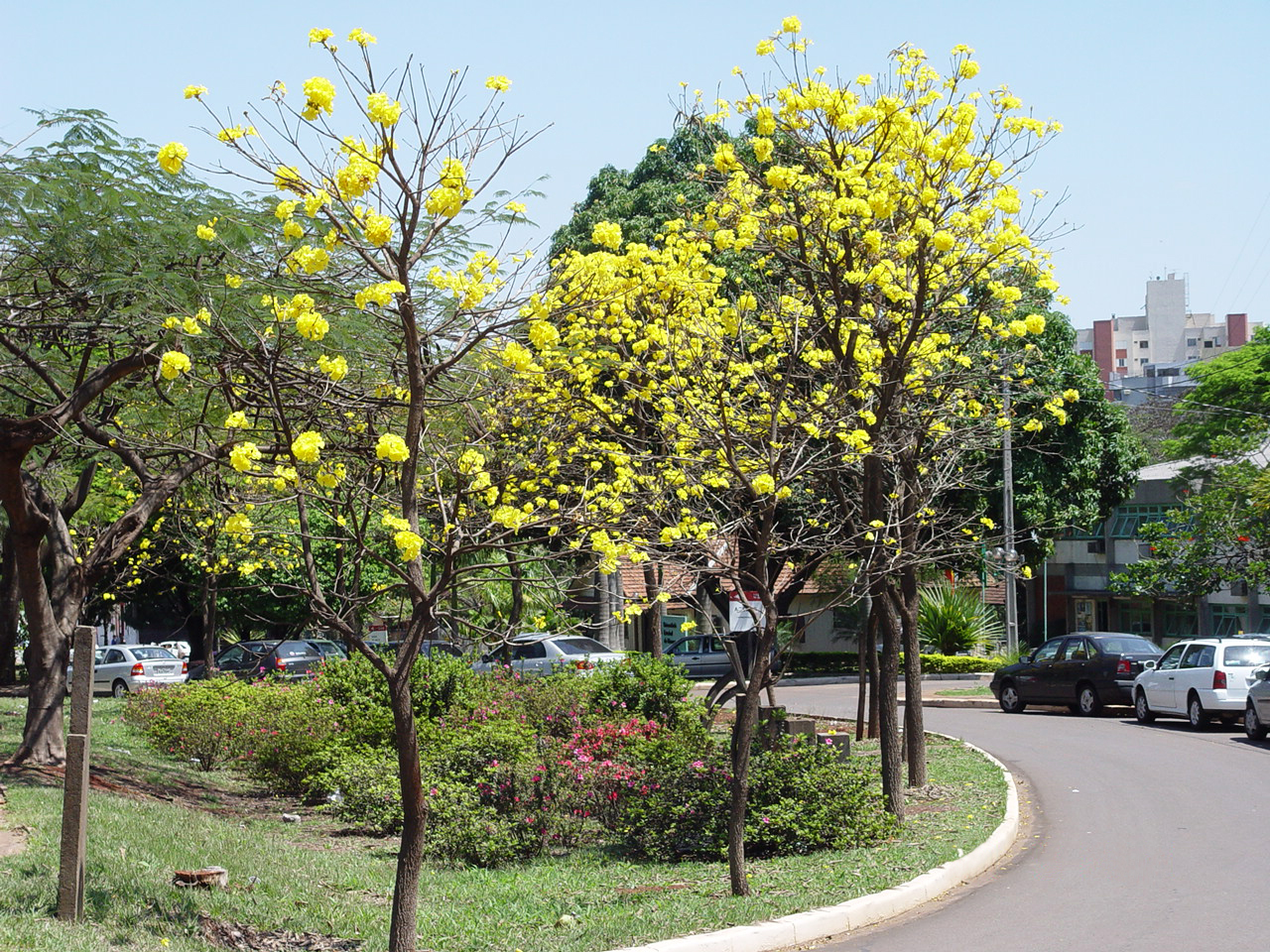
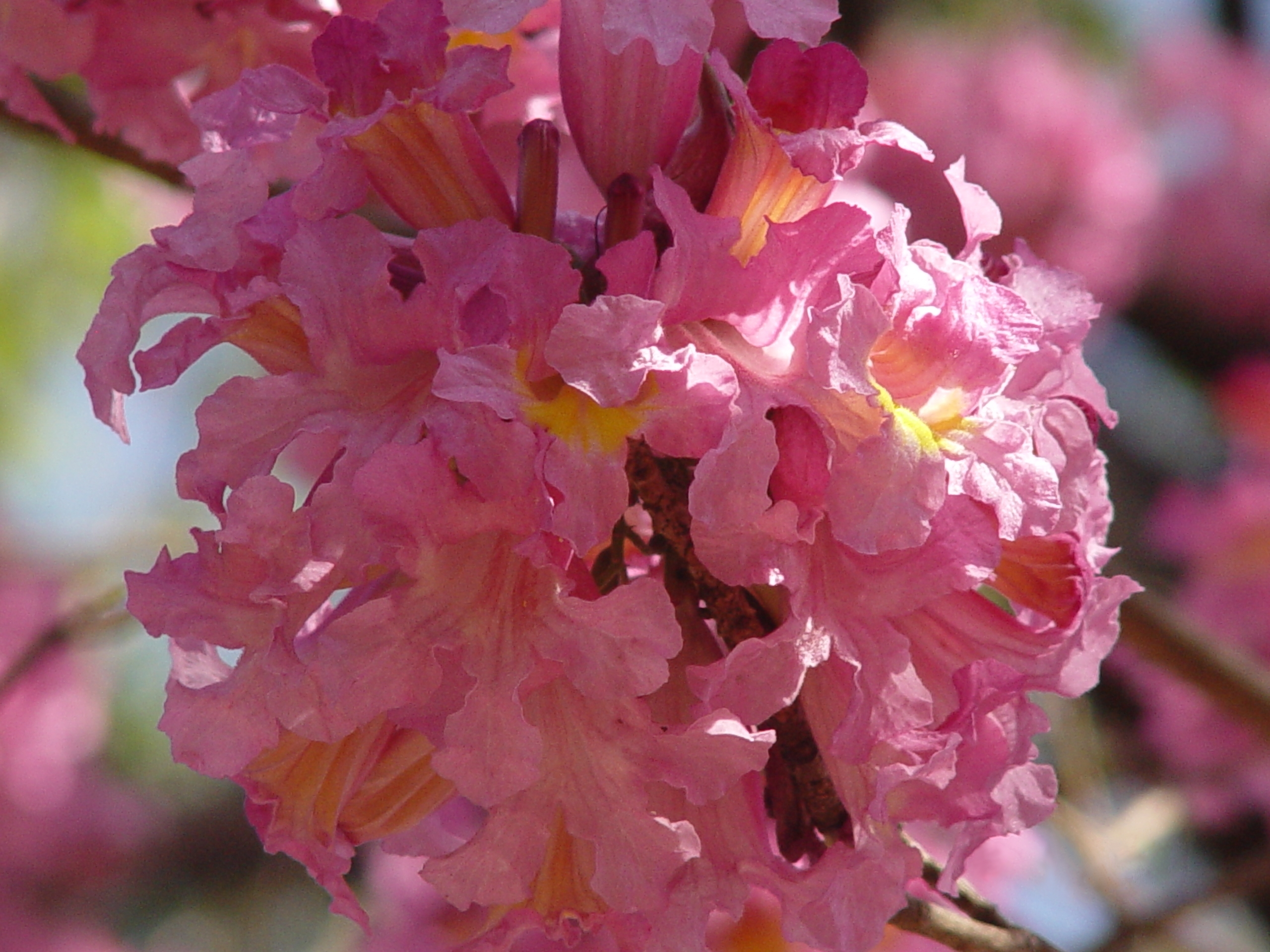